# Coleroidion cingulum
Coleroidion cingulum là một loài bọ cánh cứng trong họ Cerambycidae.